# Waga aerodynamiczna
Waga aerodynamiczna – przyrząd służący do pomiaru sił oraz momentów, które działają na dany obiekt, który jest umieszczony w strumieniu powietrza tunelu aerodynamicznego. Obiekt jest połączony z elementami wagi w taki sposób, że umożliwia to zmianę jego położenia. Do pomiaru wykorzystuje się czujniki m.in. mechaniczne, tensometryczne, hydrauliczne oraz pneumatyczne.